# فهرس مقالات الاستدامة
فهرس المقالات المتعلقة بالاستدامة:

## ا
اتحاد جمعيات الهندسة البيئية الأوروبية -
اتفاقية حظر استخدام تقنيات التغيير في البيئة لأغراض عسكرية أو لأية أغراض عدائية أخرى -
اتفاقية كيوتو
استخدام فعال للطاقة -
استخراج الموارد المستدامة -
استدامة الجيل السابع -
استدامة الشركات -
استدامة الصرف الصحي -
استدامة قوية واستدامة ضعيفة -
استدامة وكالة حماية البيئة -
استدامة -
استدامة -
استشارة بيئية -
استعادة البيئة -
استنزاف الفحم -
استهلاك عالمي للطاقة -
استهلاك مفرط -
افتقار سكاني -
افتقار سكاني -
اقتصاد إيكولوجي -
اقتصاد بيئي -
اقتصاد منخفض الكربون -
اقتصاد منخفض الكربون -
اقتصاديات الطاقة -
اكتفاء بيئي -
اكتفاء ذاتي -
الاتصالات البيئية والسلامة والصحة -
الاتفاقيات الخضراء -
الاحتباس الحراري -
الاحتباس الحراري -
الاستثمار المؤثر -
الاستدامة التطبيقية -
الاستدامة الثقافية
الاستدامة الجزئية
الاستدامة الراديكالية -
الإدارة المتكاملة لمستجمعات المياه -
الإدارة المشتركة للغابات -
الإنتاج الأنظف -
الأثر البيئي لتوليد الكهرباء -
الأرض من سفينة الفضاء -
الأعمال التجارية الشاملة -
البلاستيك القابل للتحلل -
البنية التحتية الحضرية المستدامة -
التخفيف من ذروة النفط -
التدرج البيئي -
التصنيع لاستبدال الواردات -
التغليف المستدام -
التنمية الإقليمية المستدامة -
التنمية المستدامة الاستراتيجية -
التوجيه بشأن تعزيز استخدام الوقود الحيوي وأنواع الوقود المتجدد الأخرى للنقل -
الثورة الخضراء -
الحركة البيئية في نيوزيلندا -
الخطوة الطبيعية -
الدخل القومي المستدام -
الدراسات البيئية والاجتماعية -
الدفاع البيئي -
السنة الدولية للغابات
الصحة البيئية -
الصرف الصحي البيئي -
الصناعات المستدامة -
العلامات التجارية الخضراء -
العمارة الكلاسيكية الجديدة -
العنصرية البيئية في أوروبا - 
العنصرية البيئية -
المبادرة العالمية للتقارير -
المسؤولية الاجتماعية للشركات -
المشاركة البيئية -
المصرفية الخضراء -
المعهد الدولي للبيئة والتنمية -
المعيشة المستدامة -
المنصة الأوروبية لتكنولوجيا الوقود الحيوي -
المواد البيئية السامة ونمو الأجنة -
الناتج المحلي الإجمالي المعدل بيئيا -
النزعة الاستهلاكية الأخلاقية -
النظام البشري -
الوفرة -
الوقود الحيوي في البرازيل -
الوقود الحيوي في الولايات المتحدة -
انفجار سكاني
انقراض الهولوسيني -

## أ
إدارة المخلفات -
إدارة الموارد البيئية -
إدارة الموارد الطبيعية -
إدارة مستدامة للغابات -
إدخال المواد لكل وحدة -
إزالة الغابات -
إصلاح بيئي -
إصلاح التسعير البيئي -
إضاءة مستدامة -
إعلان ريو بشأن البيئة والتنمية -
إعلان لانكاوي -
إعلان مستدام -
إنسانيات بيئية -
إيثانول حيوي -
إيرث سكان -
إيكولوجية الحديقة الصناعية -
أخلاقيات بيئية -
أخلاقيات قارب النجاة -
أعمال مستدامة -
أمراض الفقر -
أمن الطاقة -
أمن بيئي -
أمن غذائي -

## ب
باغاس -
بدلة بيئية -
برنامج الأمم المتحدة للبيئة -
برنامج التحقق من التكنولوجيا البيئية -
بستنة حضرية -
بصمة بيئية -
بصمة كربونية -
بناء مستدام -
بناء مستدام -
بوتانول حيوي -
بيان الأثر البيئي -
بيئية -

## ت
تأثير الإنسان على البيئة -
تأثير صيد الأسماك على البيئة -
تجارة الانبعاثات -
تجارة الطاقة المتجددة -
تحسين النسل -
تحكم في أعداد الحيوانات -
تحليل الطبقات السببية -
تخريب بيئي -
تخطيط بيئي -
تخفيض الهجرة -
تدقيق بيئي -
تدوير النفايات -
تراجيديا المشاع -
تربية الأحياء المائية المتكاملة المتعددة الأطعمة -
ترشيد استهلاك المياه -
تصحر -
تصغير -
تصميم المهد إلى المهد -
تصميم بيئي -
تصميم بيئي -
تصميم مستدام -
تصميم مستدام -
تصميم مستدام -
تطوير التكنولوجيا التشاركية -
تطوير المنتج المستدام -
تطوير وتصميم المنتجات المستدامة -
تعرية التربة -
تغويز -
تقانات الهيدروجين
تقانة حيوية -
تقرير الاستدامة -
تقنية بيئية -
تقنية حيوية بيئية -
تقنية ملائمة -
تقنية نظيفة -
تقييم الاستدامة -
تقييم الأثر البيئي -
تقييم بيئي استراتيجي -
تقييم دورة الحياة -
تكافل صناعي -
تكنولوجيا بيئية -
تمدد عمراني
تمويل بيئي -
تنظيف أخضر -
تنقية المياه -
تنمية الطاقة -
تنمية بشرية -
تنمية حفاظية -
تنمية خضراء -
تنمية مستدامة بيئيا -
تنمية مستدامة -
تنمية منخفضة الأثر (المملكة المتحدة) -
توريد مستدام -
توزيع مستدام -
توقعات البيئة العالمية -
توليد الكهرباء من طاقة الشمس -

## ج
جائزة أشدين
جزء التوفير الشمسي -
جغرافيا متكاملة -
جمعية النقل البيئي -
جيولوجيا بيئية -
جمعية رأس المال الاستثماري الوطني -رأس المال المخاطر

## ح
حتمية 2010 -
حتمية جغرافية -
حدائق الأمطار -
حراجة بيئية -
حركة الحفاظ على البيئة -
حركة العودة إلى الأرض -
حركة بيئية في الولايات المتحدة -
حساب الكربون -
حساسية كيميائية متعددة - 
حصص الحدائق -
حضرية جديدة -
حفاظ على البيئة -
حفظ التربة -
حفظ الطاقة -
حقيبة زرقاء -
حماية البيئة -
حماية البيئة -
حوسبة خضراء -
حياة بسيطة -

## خ
خدمة القانون البيئي -
خزان مياه الأمطار -
خطر بيئي -
خطر بيئي -
خطر كارثي عالمي
خلية شمسية -
خمس عواصم -

## د
دراسات بيئية -
دوائر الاستدامة -
ديكسون غولف (شركة)
ديموغرافيا العصور الوسطى -

## ذ
ذروة الغاز -
ذروة الفحم -
ذروة النحاس -
ذروة النفط -
ذروة اليورانيوم -

## ر
رابطة الناس والكوكب الخضراء -
رأسمالية إنسانية -
رسائل البحوث البيئية -

## ز
زراعة مائية -
زراعة مستدامة -
زراعة معمرة -
زيوت نباتية كطاقة بديلة

## س
سباق الغذاء -
سماد طبيعي -
سوء التنمية -
سوق الأرض الأخضر -
سياحة بيئية -
سياحة مستدامة -
سيارة شمسية -

## ش
شبكة O2 العالمية -
شبكة التغيير البيئي -
شبكة طرق الغذاء -
شكوك بيئية -
شيخوخة السكان -

## ص
صحافة بيئية -
صحة التربة -

## ض
ضريبة بيئية -

## ط
طاقة الرياح في المملكة المتحدة -
طاقة حيوية -
طاقة رياح -
طاقة شمسية فضائية -
طاقة متجددة -
طاقة مستدامة -
طاقة مستدامة -
طب بيئي -
طريق أخضر
طريق أخضر -

## ع
عامل بيئي -
عتبة بيئية -
عجز بيئي -
عدالة بيئية -
عدس البلي -
عقلية الجسر المتحرك -
علم اجتماع البيئة -
علم الأحياء الدقيقة البيئي -
علم الأحياء السكاني -
علم الآثار البيئية -
علم البقاء -
علم البيئة التجمعي -
علم البيئة السلوكي -
علم البيئة الصناعي -
علم البيئة العامة
علم الحفظ الحيوي -
علم السكان -
علم نفس البيئة -
علم وظائف الأعضاء البيئي -
علوم بيئية -
عمارة مستدامة -
عنفة رياح -

## غ
غاز حيوي -
غذاء محلي -
غرفة التجارة الخضراء الأمريكية -

## ف
فاكتوري غرين -
فحص الشعاب المرجانية -
فن مستدام -
فنادق صديقة للبيئة -

## ق
قانون الغذاء والحفظ والطاقة لعام 2008 -
قانون بيئي -
قانون تحسين الجودة البيئية -
قانون سياسة الطاقة لعام 2005 -
قائمة التعداد الديني -
قائمة الدرجات العلمية المتعلقة بالبيئة -
قائمة الزيوت النباتية -
قائمة إحصاءات الاستدامة العالمية -
قائمة أكبر المدن في العالم
قائمة برامج الاستدامة في أمريكا الشمالية -
قائمة قضايا بيئية - 
قائمة مزارع الرياح الكبيرة -
قائمة مواضيع الحفظ -
قائمة مواضيع الدراسات البيئية -
قائمة مواضيع الطاقة المتجددة حسب البلد -
قائمة مواضيع تغير المناخ -
قرية الطاقة الحيوية -
قرية بيئية -
قضايا بيئية في اليابان -
قطع متغير -
قمر صناعي لرصد الأرض -
قوانين المعلومات البيئية 2004 -
قوة الحياة البيئية -
قيمة الأرض -

## ك
كارثة بيئية -
كثافة الطاقة -
كثافة سكانية -
كثافة عمرانية -
كفاءة استخدام المواد -
كفاءة بيئية -
كيمياء بيئية -
كيمياء جغرافية حيوية -

## ل
لاسلطوية خضراء -
لاسلطوية خضراء -
لجنة التنمية المستدامة -سماد طبيعي -

## م
مبادل حراري تحت أرضي
مباديء ملبورن -
مبادئ هانوفر -
مبنى طبيعي -
متحف أخضر -
مجاعة -
مجتمع مستدام -
مجمع الطاقة الشمسية الحرارية -
محاسبة الاستدامة -
محاسبة بيئية -
محتوى الطاقة في الوقود الحجري -
محصول الطاقة -
محو الأمية البيئية -
مختبر التكنولوجيا البيئية -
مختبر المقاييس البيئية -
مخطط الإدارة البيئية -
مدارس الحقل للمزارعين -
مدن التحول -
مدن بيئية -
مدينة ضخمة -
مدينة مستدامة -
مدينة مستدامة -
مراقبة الأغذية البحري -
مراقبة الوقود الحيوي -
مركبة كهربائية -
مركبة هجينة -
مركز الاستهلاك والإنتاج المستدامين -
مركز النمذجة البيئية -
مركز تكنولوجيا البيئة -
مركز سميثسونيان للبحوث البيئية -
مزرعة الأمواج -
مسرد تغير المناخ -
مسرد علوم البيئة -
مشاريع بيئية -
مصالحة بيئية -
مصباح شمسي -
مصفوف ضوئي جهدي -
معالجة المخلفات الصناعية السائلة -
معالجة المياه العادمة -
معدل السقوط -
معهد الاتصالات المستدامة -
معهد علوم البيئة -
معيار الانبعاث -
معيار بيئي -
مقياس صافي الطاقة -
ملصقات بيئية -
منظمة استدامة -
مواد استهلاكية -
موارد متجددة -
موضة مستدامة -
موئل مستدام -
مؤشر الاستدامة البيئية -
مؤشر التنمية البشرية -
ميثاق الأرض -
مزرعة البشر (كتاب) -

## ن
نباتية بيئية -
ندرة المياه -
نظام التحكم البيئي -
نظام الصرف المستدام -
نظام بيئي مائي -
نظام بيئي -
نظام غذائي مستدام -
نظرية قمة هوبرت -
نفاذية الرصف -
نقل مستدام -
نمط التعريف -
نمو سكاني -
نموذج انتشار جوي -

## هـ
هبوط الطاقة -
هجرة (فعل) -
هجرة البيض -
هجرة بشرية -
هرم سكاني -
هضم لاهوائي -
هندسة المناظر الطبيعية المستدامة -
هندسة بيئية -
هيئة إدارة المخاطر البيئية -

## و
واحة حضرية -
وادي السيليكون -
وباء -
وحدات توفير الطاقة -
وقود التدفئة -
وقود الزيوت النباتية -
وقود الزيوت النباتية -
وقود حيوي -
وقود طحلبي -

## ي
يودايمونيا -